# Deadwood, Južna Dakota
Deadwood, grad i sjedište okruga Lawrence u američkoj saveznoj državi Južna Dakota. Nazvan je prema sasušenim mrtvim stablima u okolnim jarugama. Prema popisu stanovništva iz 2020. godine, u gradu živi 1,156 stanovnika. Svoje najbolje dane imao je između 1876. i 1879. godine, za vrijeme zlatne groznice u planinama Black Hills, kada je imao populaciju od oko 25.000 stanovnika, privlačeći kauboje, tragače za zlatom, revolveraše, predstavnike zakone i odmetnike, poput Wyatt Earpa, Divljeg Billa Hickoka, Calamity Jane i Setha Bullocka.
Grad je smješten unutar kanjona kojeg je oblikovao Whitewood Creek na sjevernim padinama Black Hillsa, na oko 1380 metara nadmorske visine.
Cijeli je grad zaštićen zbog sačuvanost svoje arhitekture iz vremena Divljeg zapada.

## Vanjske poveznice
- Deadwood, Južna Dakota, SAD – Britannica Online (engl.)
- Povijesni Deadwood – deadwood.com (engl.)
- Uvod u povijest Deadwoooda – cityofdeadwood.com (engl.)